# Butros Ghali Pascià
Buṭros Ghālī, talora Boutros Ghali (in arabo بطرس غالي ‎?; Beni Suef, 12 maggio 1846 – Il Cairo, 20 febbraio 1910), è stato un politico egiziano.
È stato Primo ministro d'Egitto dal 12 novembre 1908 al 20 febbraio 1910. Era di religione copta.

## Biografia
Butros Ghali fu accusato di aver favorito il Regno Unito in occasione dell'Incidente di Denshawāʾi e il 20 febbraio 1910 fu assassinato da Ibrahim Nassif al-Wardani, un giovane farmacista simpatizzante del Partito Nazionale, che era da poco tornato dalla Gran Bretagna.
Molti anni dopo suo nipote Boutros Boutros-Ghali divenne vice-Primo ministro d'Egitto e poi Segretario generale delle Nazioni Unite.